# Przypadek (film)
Przypadek – polski film psychologiczny z 1981 roku w reżyserii Krzysztofa Kieślowskiego. Akcja filmu toczy się na przełomie lat 70. i 80. XX wieku, a fabuła filmu przedstawia losy studenta Witka Długosza (Bogusław Linda). Decyduje się on wyjechać do Warszawy i w zależności od tego, czy udaje mu się zdążyć na pociąg, czy nie, ukazane zostają trzy zupełnie odmienne warianty jego życia.
Przypadek stanowił filmową realizację założeń zawartych w eseju Kieślowskiego Głęboko zamiast szeroko zamieszczonego w czasopiśmie „Dialog”, w którym autor postulował poszukiwania nowego języka filmowego, zdatnego do jednoczesnego opowiadania o wydarzeniach politycznych i o dylematach egzystencjalnych człowieka. W ramach bezpośredniej realizacji założeń eseju Kieślowski stworzył film, w którym żadna ścieżka wyboru dokonana przez Długosza – przystąpienie do Polskiej Zjednoczonej Partii Robotniczej, udział w ruchu solidarnościowym bądź też nieopowiedzenie się po żadnej ze stron – nie jest poddana osądowi reżysera.
Mimo że Kieślowski zachowywał obojętność wobec przemian politycznych roku 1980, rozpowszechnianie filmu było zakazane przez sześć lat po jego powstaniu ze względu na przedstawienie w nim środowiska „Solidarności”. Wersja, która ukazała się w 1987 roku, została okrojona przez cenzurę i spotkała się ze skrajnie odmiennymi opiniami krytyków. Dopiero z upływem czasu Przypadek zyskał miano jednego z najważniejszych filmów w karierze Kieślowskiego.

## Opis fabuły

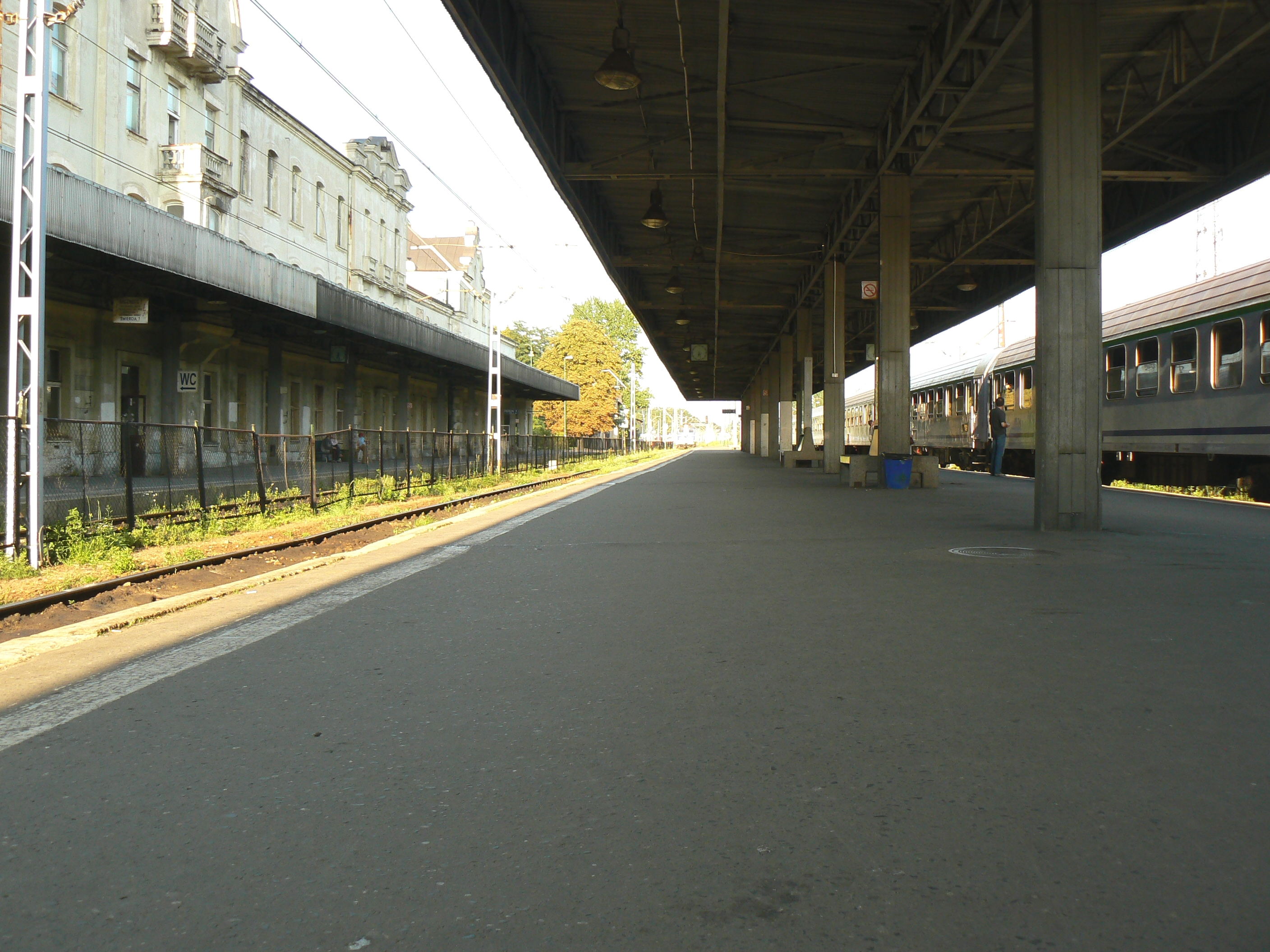
Dworzec Łódź Fabryczna – miejsce, w którym decydują się losy głównego bohatera

Film opowiada losy urodzonego w Poznaniu Witka Długosza, którego matka wcześnie zmarła, ojciec był niegdyś uczestnikiem wydarzeń październikowych w 1956 roku, a ciotka – zagorzałą komunistką. Przypadek rozpoczyna się panicznym wrzaskiem Witka podczas lotu samolotem. Następują retrospekcje, w których bohater przypomina sobie zdawkowe uwagi ojca o zmarłej matce, pożegnanie przyjaciela emigrującego wraz z rodziną do Danii, bójkę z nauczycielem oraz pierwszą miłość do Czuszki, koleżanki z klasy. Przypomina sobie również wydarzenia prowadzące do lotu, kiedy na trzecim roku studiów stracił ojca i wkrótce po pogrzebie – pamiętając ojcowskie słowa: „nic nie musisz” – złożył w dziekanacie podanie o urlop i zdecydował się na wyjazd do Warszawy. Od tego momentu akcja filmu pokazuje trzy warianty dalszych losów Witka.
Wariant I: Witek w pośpiechu przepycha się do kasy, wykupuje bilet, wybiega na peron i wskakuje do pędzącego pociągu. W pociągu zaczepia go Werner, stary komunista niegdyś skazany za odchylenie prawicowo-nacjonalistyczne. Wyszedłszy z więzienia, Werner nie pracował już w aparacie bezpieczeństwa, lecz nadal pozostał wierny komunizmowi. Przed dłuższym wyjazdem za granicę Werner poleca Witka swemu przyjacielowi Adamowi, dzięki któremu Witek rozpoczyna pracę w organizacji młodzieżowej. Młodzieniec zostaje wysłany dla zażegnania sporu do zakładu dla narkomanów, gdzie ucisza bunt pensjonariuszy, dzięki czemu zostaje wytypowany do władz organizacji. Potem Witek spotyka Czuszkę, jak się okazuje – uczestniczącą w kolportażu nielegalnych wydawnictw w drugim obiegu. Wysłuchawszy zwierzeń Czuszki, chłopak opowiada o działalności Czuszki Adamowi, niechcący przyczyniając się do jej aresztowania. Spoliczkowawszy działacza, Witek próbuje zerwać związki z organizacją, jednak zwolniona z aresztu Czuszka nie chce z nim rozmawiać. Witek dołącza więc do grupy aktywistów młodzieżowych, z którą ma wyjechać do Francji. W ostatniej chwili wyjazd zostaje odwołany.
Wariant II: Witek w pośpiechu przepycha się do kasy, wykupuje bilet, wybiega na peron, lecz przed skokiem do pędzącego pociągu powstrzymuje go sokista. Chłopak wdaje się w bójkę z funkcjonariuszem, za co kolegium go skazuje na miesiąc robót publicznych. Podczas wykonywania kary poznaje opozycjonistę Marka, który zaprasza go na wykład „latającego uniwersytetu” i zapoznaje go z księdzem Stefanem. Ten wciąga chłopaka do pracy konspiracyjnej: Witek pracuje w tajnej drukarni, decyduje się na przyjęcie chrztu. Podczas koncertu odbywającego się w jego domu spotyka Daniela, dawnego emigranta, który przedstawia mu swoją siostrę Werkę. Ksiądz Stefan namawia Witka na wyjazd do Francji, na Sobór Młodych. W biurze paszportowym Witek odmawia jednak przyjęcia paszportu, ponieważ wydanie dokumentu wiąże się z propozycją współpracy ze Służbą Bezpieczeństwa. Marek później posądza Witka, iż on zdekonspirował adres nielegalnej drukarni. Ksiądz Stefan nakazuje czekać na wyjaśnienie sprawy. Niespodziewanie Witek zastaje swą ciotkę przy radioodbiorniku, słuchającą z zagranicznej rozgłośni o strajkach w Polsce.
Wariant III: Witek w pośpiechu przepycha się do kasy, wykupuje bilet, wybiega na peron, lecz nie udaje mu się wskoczyć do pędzącego pociągu. Wracając z dworca, spotyka Olgę, koleżankę z roku. Pod wpływem dziewczyny, która rozpala w nim namiętności, Witek wraca na studia. Żeni się z Olgą, która niebawem rodzi mu dziecko. Witek broni dyplomu, podejmuje pracę w pogotowiu, a po pewnym czasie otrzymuje propozycję pracy na uczelni. Poświęca się pracy naukowej, jednocześnie zachowując neutralność wobec dwóch przeciwstawnych obozów: z jednej strony odmawia wstąpienia do partii, z drugiej zaś – nie składa podpisu na liście protestacyjnym w sprawie zwolnienia studentów aresztowanych pod zarzutem działalności opozycyjnej. Dostaje od dziekana propozycję wyjazdu do Libii z cyklem wykładów w ramach zastępstwa. Chcąc uczestniczyć w urodzinach żony, decyduje się zmienić termin i wybrać inny lot – przez Paryż. Pożegnawszy się z Olgą, dowiaduje się, że jego żona oczekuje drugiego dziecka. Samolot do Paryża wznosi się w powietrze, jednak kilkanaście sekund później na pokładzie samolotu dochodzi do wybuchu.

## Obsada
- Bogusław Linda – Witek Długosz

Wersja pierwsza
- Tadeusz Łomnicki – Werner (pojawia się w wersji II)
- Zbigniew Zapasiewicz – Adam, działacz partyjny, przyjaciel Wernera
- Bogusława Pawelec – Czuszka, miłość Witka
- Jerzy Stuhr – działacz ZSMP
- Piotr Skarga – narkoman
- Sylwester Maciejewski – działacz ZSMP (pojawia się w wersji III)
- Krzysztof Zaleski – mężczyzna na lotnisku
- Jerzy Moes – oficer SB aresztujący Czuszkę

Wersja druga
- Jacek Borkowski – Marek, działacz opozycyjny
- Jacek Sas-Uhrynowski – Daniel, przyjaciel Witka z dzieciństwa
- Marzena Trybała – Werka, siostra Daniela
- Adam Ferency – ksiądz Stefan, działacz opozycyjny (pojawia się w wersji III)
- Stefania Iwińska – działaczka opozycyjna
- Irena Byrska – ciotka Witka (pojawia się w wersji III)

Wersja trzecia
- Monika Goździk – Olga Matwiszyn, żona Witka
- Zygmunt Hübner – dziekan (pojawia się w wersji I)
- Irena Burawska – córka umierającej staruszki
- Aleksander Mikołajczak – działacz ZSMP

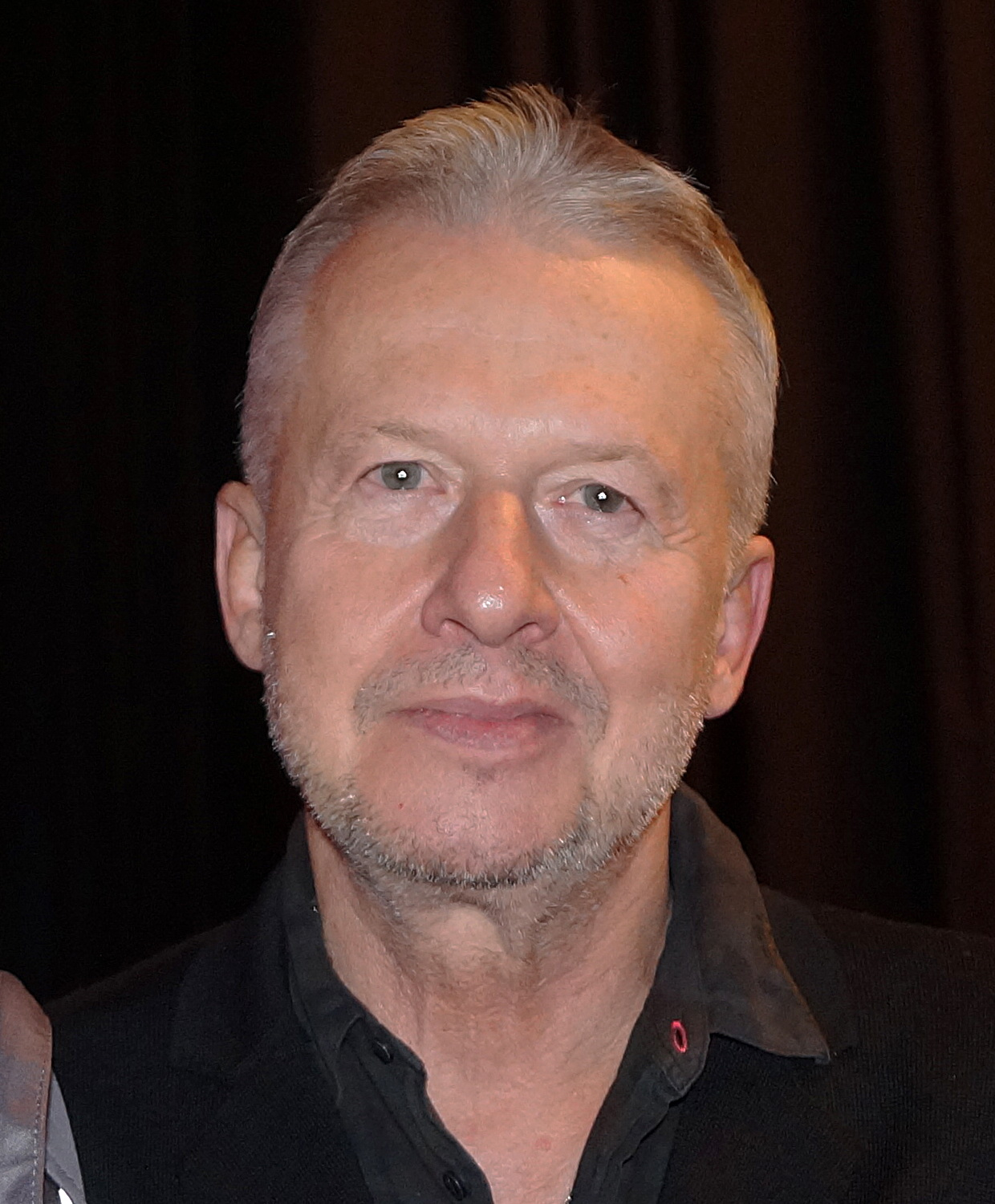
Bogusław Linda (2018)
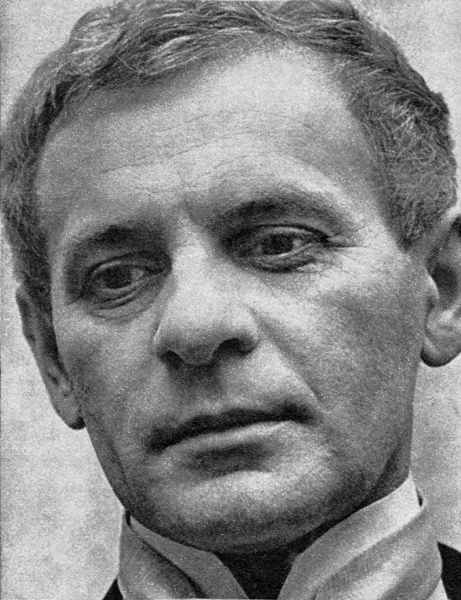
Tadeusz Łomnicki
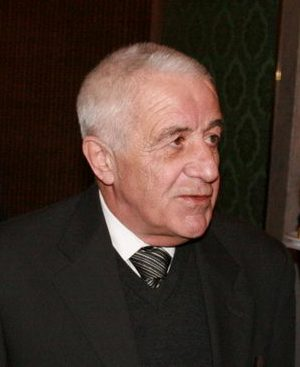
Zbigniew Zapasiewicz (2008)
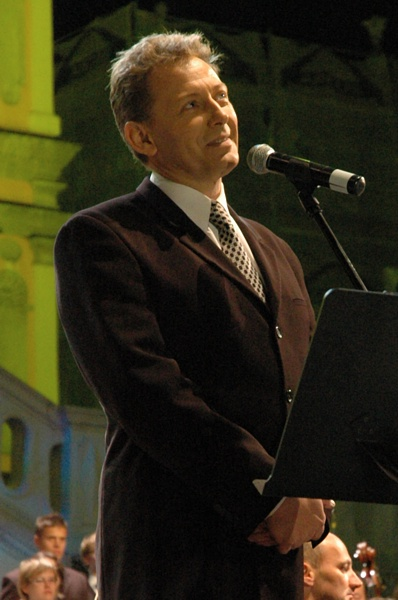
Jacek Borkowski
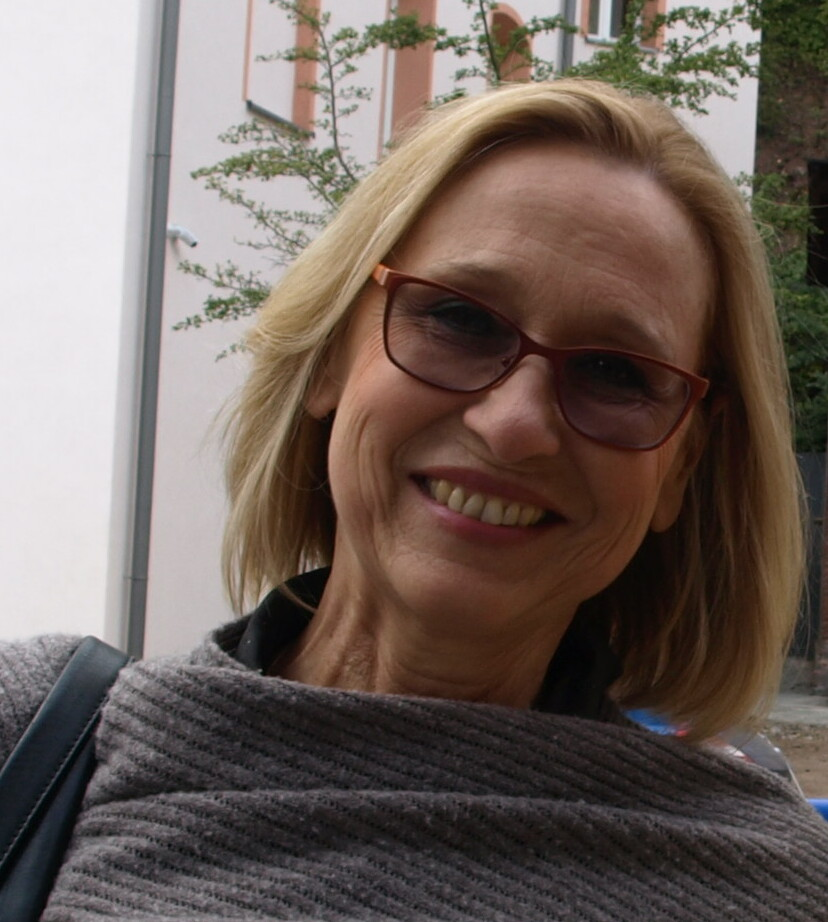
Monika Goździk (2015)

## Produkcja

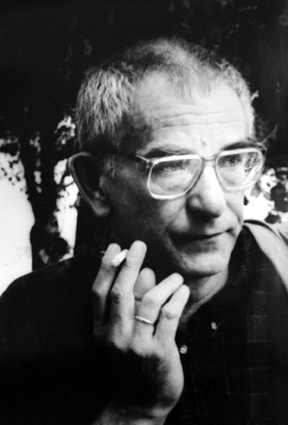
Krzysztof Kieślowski, reżyser filmu

Tło teoretyczne dla powstania Przypadku stanowił tekst Głęboko zamiast szeroko w czasopiśmie „Dialog”, w którym Kieślowski postulował poszukiwania nowego języka zdolnego do opowiadania o wydarzeniach politycznych, a jednocześnie będącego „gwałtownym głosem w sprawach miłości, nienawiści, zazdrości czy śmierci”. Zdaniem Kieślowskiego, jednego z głównych przedstawicieli kina moralnego niepokoju, poszukiwanie prawdy o świecie charakterystyczne dla tego nurtu już nie wystarczało widzom. Toteż reżyser poszukiwał „sytuacji bardziej dramatycznych, wniosków wybiegających poza codzienne doświadczenia, diagnoz bardziej uniwersalnych i mądrzejszych”. Inspirację dla nowej metody twórczej Kieślowski odnalazł w egzystencjalizmie z jego doświadczeniem absurdalności i niepewności życia.

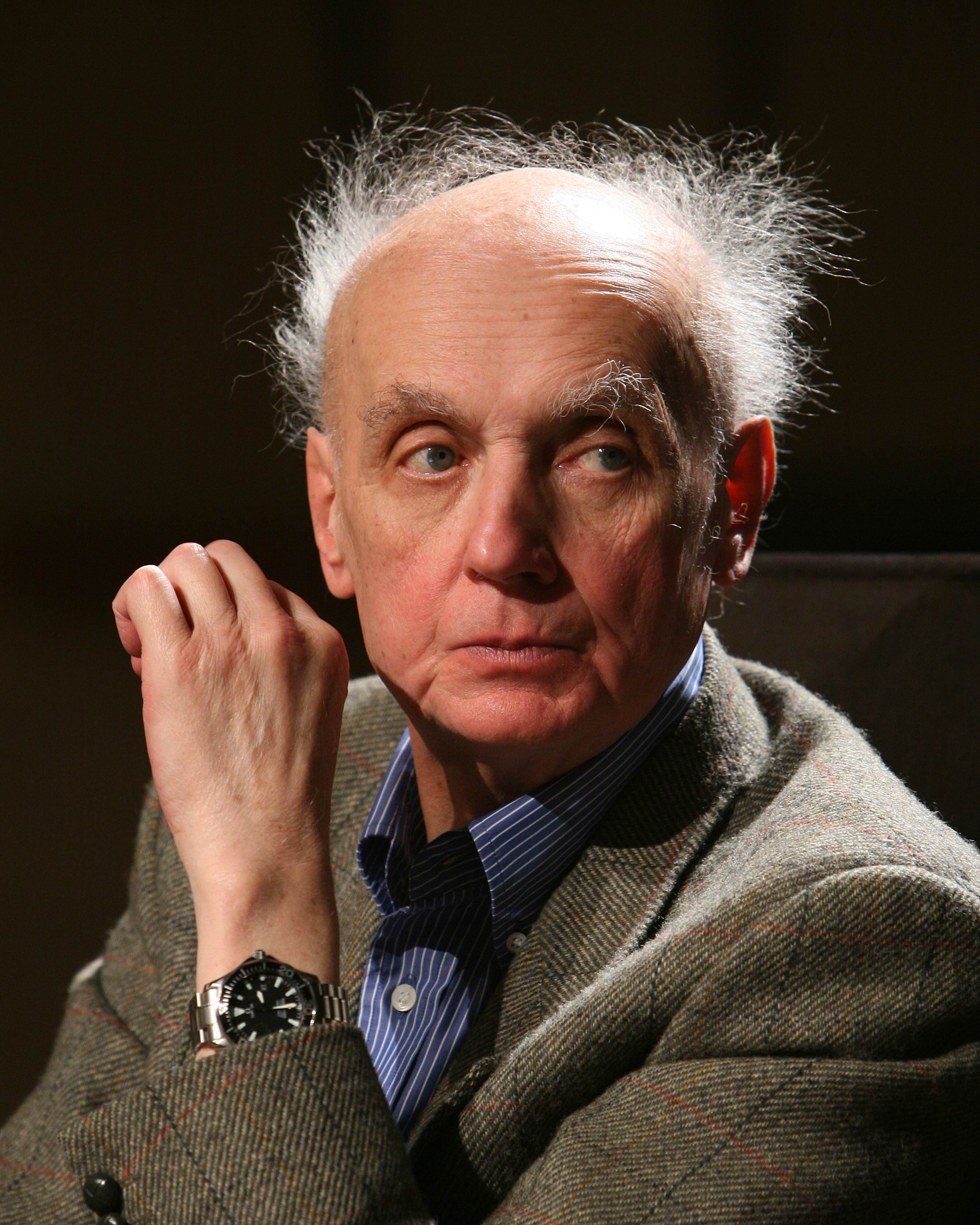
Wojciech Kilar skomponował muzykę do filmu

Scenariusz do Przypadku Kieślowski opublikował w 1981 roku w czasopiśmie „Dialog”. Departament III Ministerstwa Spraw Wewnętrznych miał spore uwagi do planowanego projektu filmu. Wytykano projektowi „niskie walory artystyczne” oraz „apologetykę KOR-u i środowisk niepodległościowych z nim związanych, jednoznacznie antypaństwową i antysocjalistyczną demagogię oraz antypartyjny charakter”. Mimo że cenzura odmówiła skierowania scenariusza do produkcji, proces tworzenia filmu przypadł na gorączkowe wydarzenia sezonu solidarnościowego, pod którego wpływem cenzura okresowo zawiesiła swoją działalność. W trakcie okresu zdjęciowego Kieślowski wprowadził do filmu liczne zmiany na korzyść późniejszego dzieła. Reżyser starał się nie faworyzować żadnej ze ścieżek wyboru, którego dokonuje Witek. Jak sam przyznawał, jego bohater „zachowuje się przyzwoicie w każdej sytuacji. Nawet jak idzie do partii, to zachowuje się przyzwoicie; i w pewnym momencie, kiedy widzi, że został wmieszany w sytuację, w której właściwie powinien zachować się po świńsku, buntuje się i zachowuje przyzwoitość”. Również odtwarzający rolę Witka Bogusław Linda zapewniał, iż on i reżyser bardzo się starali, żeby wszystkie trzy wersje losów głównego bohatera „były jak najbliższe prawdy”.
Zdjęcia do filmu zostały nakręcone wiosną i latem 1981 roku. Scena z pierwszego wariantu losów Witka, w której wskakiwał on do pociągu, wymagała odpowiedniego zważenia toreb noszonych przez Lindę, aby nie przewrócił się w momencie wrzucenia tychże toreb do ostatniego wagonu. Samym pociągiem kierował Dariusz Struszczak, a scenę realizowały dwie ekipy wózkarzy, którzy próbowali zgrać ruch pociągu z biegnącym Lindą. Choć produkcja zakończyła się pomyślnie, film – i tak reakcyjny z punktu widzenia władz – nie został dopuszczony do rozpowszechniania z powodu stanu wojennego. Trafił na polskie ekrany dopiero po sześciu latach – 10 stycznia 1987 roku, jednakże w znacząco skróconej wersji. Nie udało się zrekonstruować sceny pobicia Witka przez milicję w drugim segmencie filmu, podobnie jak utworu Jacka Kaczmarskiego na zgromadzeniu członków „Solidarności”, w którego miejsce wciąż figuruje komunistyczna przyśpiewka.

## Odbiór

### Poza granicami Polski
Interpretacja kina Kieślowskiego sprawiała kłopot zarówno recenzentom polskim, jak i zagranicznym. Gdy Przypadek został zaprezentowany na 40. MFF w Cannes, gdzie otrzymał wyróżnienie Un Certain Regard, zdaniem reżysera był już zbyt przestarzały, żeby został zrozumiany za granicą . Przykładowo, Slavoj Žižek stwierdził po latach, że w porównaniu z filmem Biegnij Lola, biegnij Toma Tykwera dzieło Kieślowskiego jest „niezręczne i sztuczne”. Paul Coates zarzucał z kolei Žižkowi, że ten nie doprecyzował, na czym miałaby polegać niezręczność polskiego reżysera. Zarówno Žižek, jak i Coates zaproponowali następującą interpretację Przypadku: sekwencja inicjalna jest prawdziwa, pierwszy i drugi wariant losów Witka stanowią futurospekcję, natomiast jedynym prawdziwym i definitywnym zakończeniem filmu jest trzecia część filmu, kulminująca w eksplozji samolotu. Costica Bradatan interpretowała film jako przypowieść o charakterze etycznym. Zdaniem Bradatan Witek w każdym wariancie swojego losu pragnie żyć etycznie, niezależnie od ścieżki, którą obiera.

### W Polsce
Również w Polsce film zebrał mieszane recenzje. Jerzy Peltz oraz Piotr Cegielski uznali, że film Kieślowskiego się zestarzał i oferuje „uproszczony” pogląd na temat wydarzeń lat 1980–1981. Anonimowy krytyk z „Dziennika Polskiego” odczytywał w Przypadku próbę podsumowania dorobku kina moralnego niepokoju, ale pozbawioną aluzji i metafor charakterystycznych dla tego nurtu. Marian Szczurek twierdził, że propagowana przez Kieślowskiego „filozofia przypadku” jest prymitywna i niewarta większego zainteresowania; Stanisław Wyszomirski wyraził przeciwny pogląd, traktując Przypadek jako trafną alegorię ludzkiego losu.
Śmierć głównego bohatera była interpretowana bardzo różnie. Większość recenzentów stwierdziła, że śmierć spotyka Witka dopiero w trzecim wariancie jego losów; w takim układzie, jak twierdził Czesław Dondziłło, film miał kompromitować postawę „człowieka środka”. Z tą opinią nie zgadzał się Artur Wiśniewski, który zaznaczał, że sam reżyser preferował właśnie trzecie zakończenie losów bohatera. Tadeusz Sobolewski zasugerował wręcz, że Witek Długosz niezależnie od dokonanego wyboru, mimo najszczerszych chęci i etycznego postępowania, jest oskarżony o zdradę i nie unika swojego śmiertelnego przeznaczenia. Mimo że tacy krytycy jak Małgorzata Dipont, Maciej Pawlicki oraz Marian Szczurek twierdzili, że przypowieść Kieślowskiego jest pozbawiona subtelności i bierna wobec wydarzeń historycznych, a Marcin Sułkowski określał postawy Witka mianem „klinicznego przypadku prymusa”, Maria Malatyńska broniła filmu wobec tak krańcowych ocen. Kieślowski miał zdaniem Malatyńskiej wyrazić swój dystans wobec gorączki solidarnościowej, podczas której ludzi dzielono „zdecydowanie na dobrych i złych”.
Niektórzy przedstawiciele środowiska solidarnościowego, jak na przykład Krzysztof Kłopotowski, krytykowali reżysera za rzekome sprzyjanie władzy, nazywając go „socjalistą”. Dla innych, jak Dondziłło, z kolei aparat partyjno-młodzieżowy ulegał kompromitacji na korzyść środowisk Solidarności. Tadeusz Szyma z „Tygodnika Powszechnego” sugerował natomiast, iż Przypadek został zrealizowany z zamiarem odcięcia się od wszelkich skrajnych stanowisk i zapewnienia neutralności wywodu. Marek Haltof po latach wnioskował, że Przypadek może
być odczytywany zarówno jako film polityczny, jak i egzystencjalny.

### Nagrody i festiwale
W 1987 roku na 12. Festiwalu Polskich Filmów Fabularnych w Gdyni Przypadek został uhonorowany dwiema statuetkami, z których pierwszą otrzymał Krzysztof Kieślowski za scenariusz, a drugą – Bogusław Linda za najlepszą główną rolę męską. Amerykański reżyser Martin Scorsese uznał Przypadek za jedno z arcydzieł polskiej kinematografii i w 2014 roku wytypował go do prezentacji w Stanach Zjednoczonych oraz Kanadzie w ramach festiwalu polskich filmów Martin Scorsese Presents: Masterpieces of Polish Cinema.

### Współczesny odbiór
Współcześnie Przypadek jest jednym z lepiej ocenianych filmów Kieślowskiego. Michael Atkinson z pisma „Sight & Sound” pisał, iż jeśli widz pokona barierę ciężkiej symboliki stosowanej przez reżysera, film wynagrodzi to spirytualizmem na miarę dzieł Williama Blake’a. Recenzja autorstwa Darragha O’Donoghue dla pisma „Senses of Cinema” kończy się wnioskiem, iż Przypadek daje widzowi szansę ujrzeć, jak Kieślowski przeszedł przemianę z rzemieślnika w autora filmowego [auteur] i zachował jednocześnie dostateczne ugruntowanie w rzeczywistości . Cezary Polak z pisma „Dziennik Gazeta Prawna” opisał film jako „legendę, jedną z najważniejszych pozycji w dorobku Kieślowskiego” . W 2016 roku, kiedy Przypadek został zrekonstruowany przez dystrybutora Criterion Collection, Michał Oleszczyk zauważył, że jakość filmu znacząco wzrosła w porównaniu z okaleczoną wersją z 1987 roku. Oleszczyk uznał Przypadek za „niesamowicie mądre” oraz „prawdopodobnie najlepsze dzieło Kieślowskiego w całym jego dorobku”.

## Nawiązania
Zasadnicza idea filmu, polegająca na przedstawieniu kilku wariantów losów bohatera, została podjęta później w filmach Przypadkowa dziewczyna (1998) Petra Howitta i Biegnij Lola, biegnij (1998) Toma Tykwera. Świadomym nawiązaniem do Przypadku jest także film Mr. Nobody (2009) Jaco Van Dormaela, w którym wybór losów bohatera dokonuje się również na dworcu kolejowym .